# Myotis formosus
Myotis formosus је врста слепог миша из породице вечерњака (лат. Vespertilionidae).

## Распрострањење
Врста је присутна у Авганистану, Бангладешу, Индији, Индонезији, Јужној Кореји, Кини, Лаосу, Непалу, Северној Кореји и Филипинима.

## Станиште
Врста Myotis formosus има станиште на копну.
Врста је по висини распрострањена од нивоа мора до 3.000 метара надморске висине.

## Угроженост
Ова врста није угрожена, и наведена је као последња брига јер има широко распрострањење.

### Популациони тренд
Популациони тренд је за ову врсту непознат.